# Sigüenza

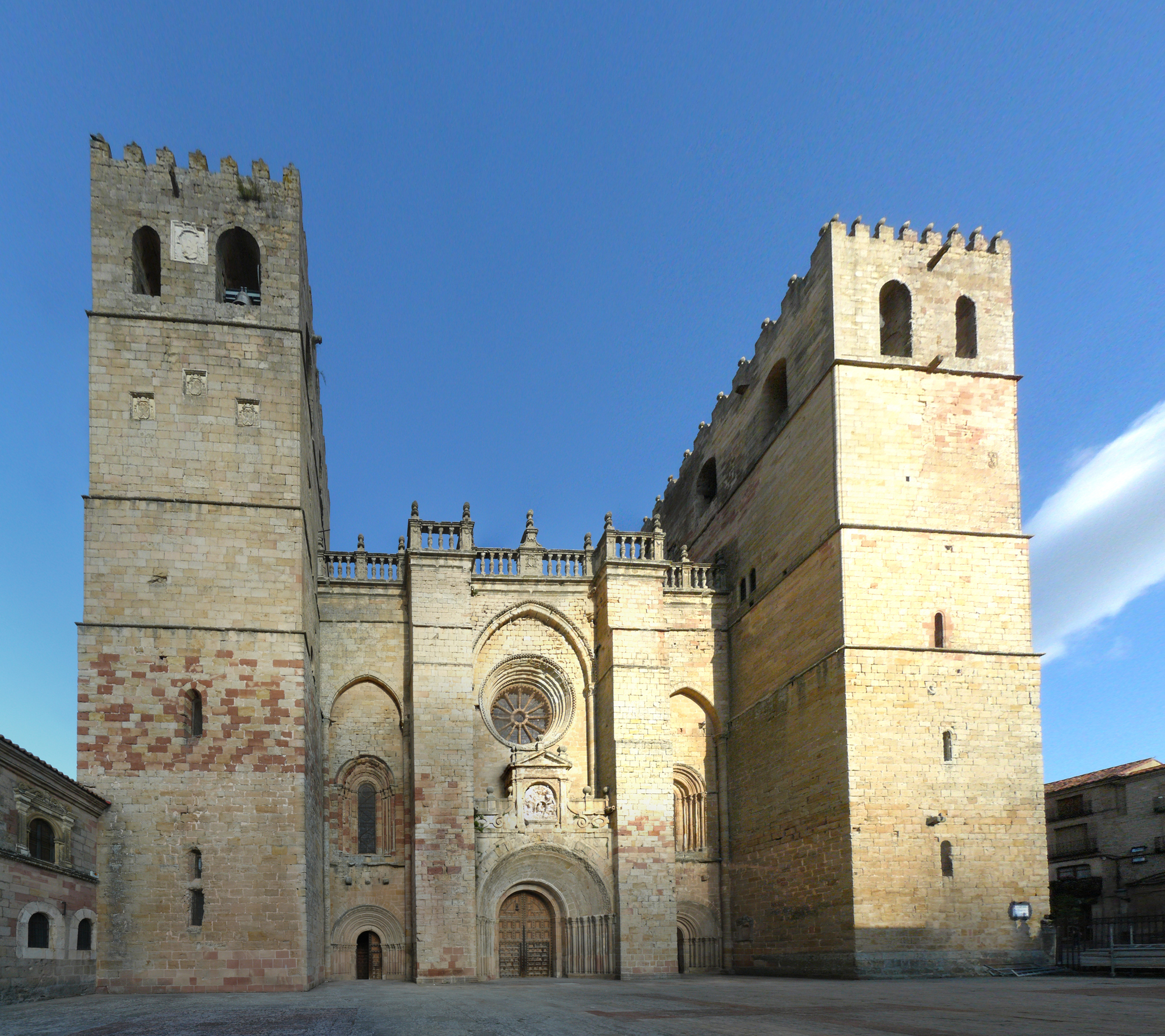
Kathedrale von Sigüenza

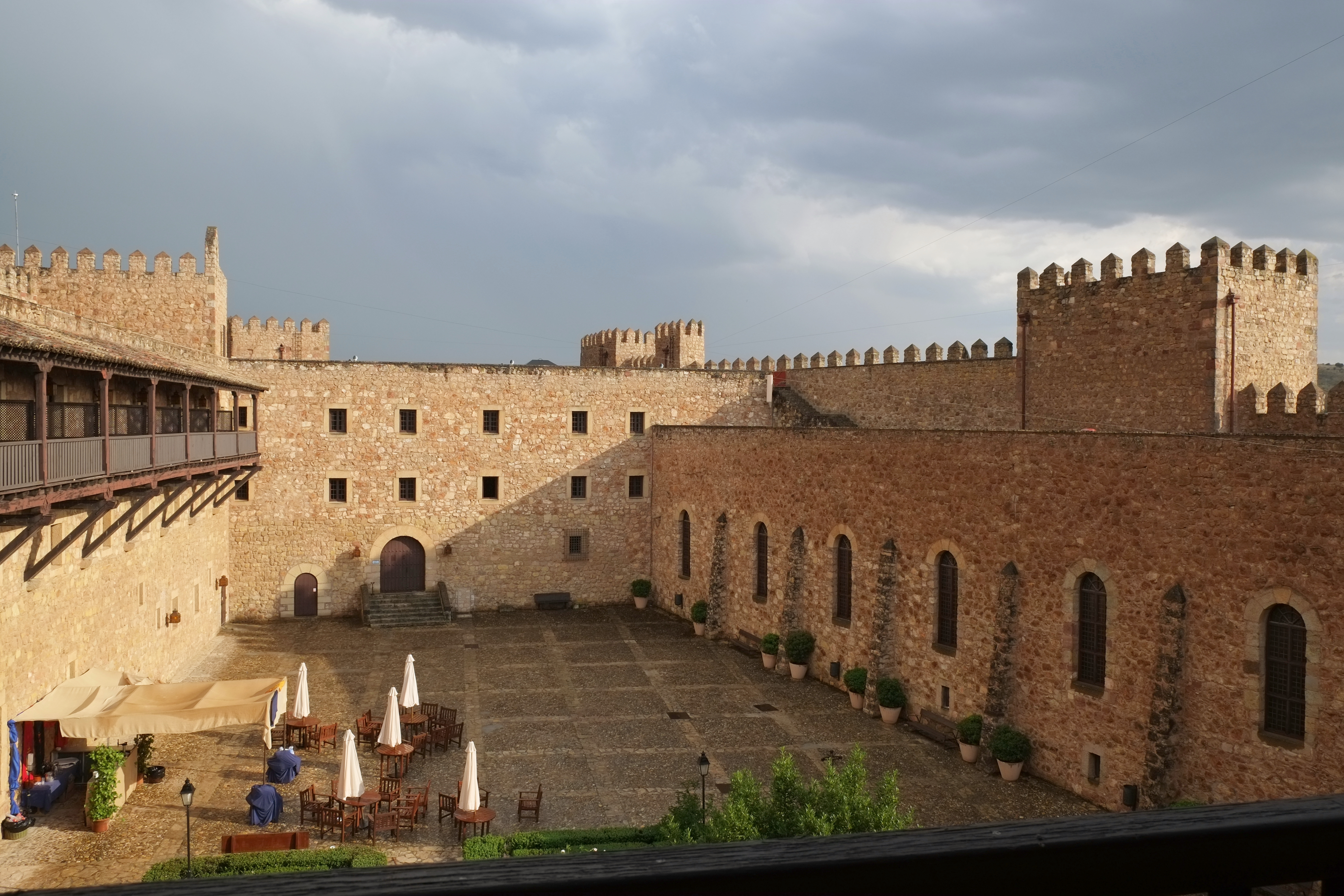
Burg (castillo) von Sigüenza

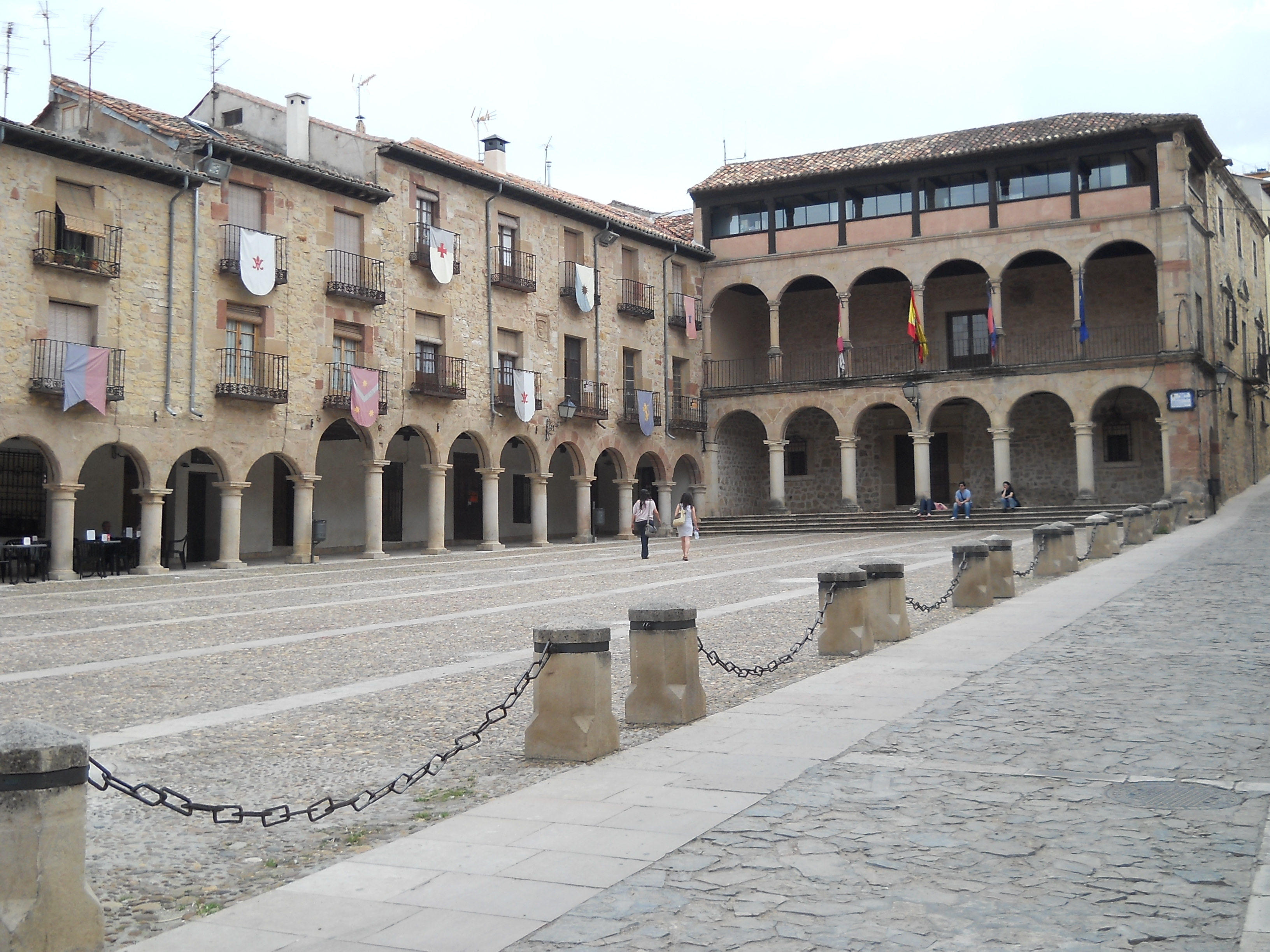
Plaza Mayor von Sigüenza

Sigüenza ist eine zentralspanische Kleinstadt und eine Gemeinde mit 4.830 Einwohnern (Stand: 2024) im Norden der Provinz Guadalajara in der Autonomen Gemeinschaft Kastilien-La Mancha. Die Stadt ist seit 1965 als Kulturgut (Bien de Interés Cultural) in der Kategorie Conjunto histórico-artístico eingestuft; sie liegt an einem bereits im Mittelalter genutzten Handels- und Pilgerweg (Ruta de la Lana) und an dem erst im 20. Jahrhundert aus touristischen Gründen entwickelten Camino del Cid.

## Lage und Klima
Sigüenza liegt auf der Südwestseite des Iberischen Gebirges am Oberlauf des Río Henares in einer Höhe von ca. 1000 m. Die Provinzhauptstadt Guadalajara liegt knapp 74 km (Fahrtstrecke) südwestlich. Das Klima ist gemäßigt bis warm; Regen (ca. 475 mm/Jahr) fällt – mit Ausnahme der Sommermonate – übers Jahr verteilt.

## Bevölkerungsentwicklung
| Jahr      | 1857  | 1900  | 1950  | 2000  | 2019  |
| Einwohner | 4.192 | 4.638 | 4.615 | 4.594 | 4.309 |

Wegen der Zuwanderung aus den Dörfern der Umgebung und wegen der Eingemeindung mehrerer kleinerer Gemeinden in den 1960er und 1970er Jahren ist die Einwohnerzahl der Kleinstadt in etwa konstant geblieben.

## Wirtschaft
Sigüenza war über Jahrhunderte das handwerkliche, merkantile und kulturelle Zentrum einer Vielzahl von Dörfern (aldeas) und Weilern (pedanías) in der Umgebung, deren Bewohner zumeist als Selbstversorger von der Landwirtschaft lebten, wobei Ackerbau und Viehzucht gleichermaßen von Bedeutung waren. In der Stadt selbst entwickelten sich Handwerke verschiedenster Art; in ihrer Umgebung gab es mehrere Salinen.

## Geschichte
Aufgrund der strategisch günstigen Lage war das Gebiet um Sigüenza schon in der Alt- und Jungsteinzeit besiedelt. Plinius der Ältere erwähnt Segontia im 1. Jahrhundert n. Chr. in seinem Werk Naturalis historia als bedeutende keltiberische Siedlung, die im Stammesgebiet der Arevaker lag, welches von den Römern im Numantinischen Krieg (154–133 v. Chr.) eingenommen wurde. Nach dem Ende des Weströmischen Reiches wurde die Stadt von den Westgoten erobert, auf die auch die Gründung des Bistums Sigüenza im Jahr 589 zurückgeht. Um 712 von den Mauren übernommen, eroberten die Christen unter der Führung des Bischofs Bernahard von Agen im Jahr 1123 (oder 1124) die Stadt zurück (reconquista). Trotz der Lage der Stadt im Süden der christlichen Einflusssphäre wurde nur wenig später mit dem Bau der Kathedrale begonnen, deren Fertigstellung jedoch noch mehrere Jahrhunderte dauern sollte. Wichtigste Person der Stadtgeschichte war Bischof Pedro González de Mendoza (1428–1495) aus dem Haus Mendoza, der am 30. Oktober 1467 zum Bischof von Sigüenza befördert wurde – ein Amt, das er – trotz zahlreicher anderer Funktionen am Hof der Katholischen Könige – bis zu seinem Tode innehatte.
Von August bis Oktober des Jahres 1936 tobte bei Sigüenza eine der vielen blutigen Schlachten des Spanischen Bürgerkriegs.

## Sehenswürdigkeiten
Sigüenza verfügt über eine große Anzahl historisch oder kulturell bedeutsamer Sehenswürdigkeiten; die wichtigsten sind:
- Kathedrale Santa María de Sigüenza, 12. bis 14. Jahrhundert
- Castillo de Sigüenza, ursprünglich aus dem 12. Jahrhundert, im Bürgerkrieg zerstört, in den 1970er Jahren wiederaufgebaut (heute als Parador genutzt)
- Casa del Doncel, gotisches Wohnhaus aus dem 13. Jahrhundert
- Castillo de Pelegrina, Burg aus dem 12. Jahrhundert
- Castillo de Riba de Santiuste, Burg aus dem 12./13. Jahrhundert
- Kloster Nuestra Señora de los Huertos , erbaut im 16. Jahrhundert
- Romanische Kirche San Salvador im Ortsteil Carabias

## Söhne und Töchter der Stadt
- Rodrigo Alemán (1470–1542), spanischer Bildhauer
- Juan José Asenjo Pelegrina (* 1945), Erzbischof von Sevilla